# Дочола (Пистоја)
Дочола је насеље у Италији у округу Пистоја, региону Тоскана.
Према процени из 2011. у насељу је живело 10 становника. Насеље се налази на надморској висини од 588 м.